# Franco Dori
Franco Dori (Chirignago, 5 giugno 1943 – Venezia, 29 novembre 1987) è stato un calciatore italiano, di ruolo attaccante.

## Biografia
Scomparve all'età di 44 anni, nel 1987: il suo corpo fu ritrovato in un canale a Mestre.

## Carriera
Proveniente dal Dolo, giocò per quattro stagioni in Serie A con Venezia, Roma e Messina, totalizzando complessivamente 34 presenze e 7 reti in massima serie.
Ha inoltre totalizzato 55 presenze e 13 reti in Serie B, tutte col Venezia, con cui ha vinto il campionato cadetto nella stagione 1965-1966.

## Palmarès
- Campionato italiano di Serie B: 1

Venezia: 1965-1966